# Mary Dillwynová

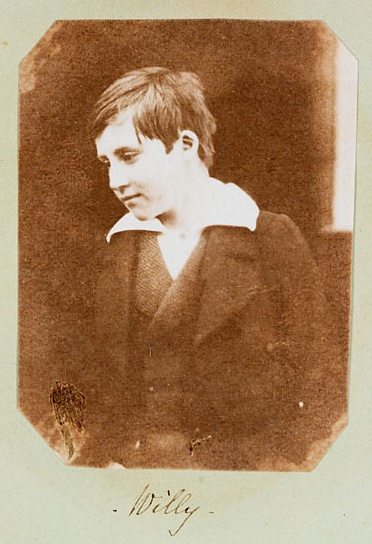
"Willy" s úsměvem, 1853

Mary Dillwynová (nepřechýleně Mary Dillwyn; 1816 – prosinec 1906 Wales) je považována za nejstarší fotografku ve Walesu, která fotografovala květiny, zvířata, rodinu a přátele ve 40. a 50. letech 19. století. Poskytla hrubý vhled do domácího života žen a dětí žijících v Británii 19. století a posunula hranice toho, co lze považovat za hodné fotografování.

## Životopis
Mary Dillwynová byla dcerou Lewise Westona Dillwyna (1778–1855) a Mary Adamsové (1776–1865), dcery plukovníka Johna Llewelyna z Penllergaeru a Ynysygerwnu. Byla mladší sestrou fotografa Johna Dillwyna Llewelyna (1810–1882), který vyvinul nové fotografické techniky, a Lewise Llewelyna Dillwyna, otce spisovatelky a průmyslnice Amy Dillwynové a lepidopteristky Mary De la Beche „Minnie“ Nicholl. Rodina Dillwyna Llewelyna byla také příbuzná prostřednictvím manželství s Williamem Henrym Foxem Talbotem, který tvrdil, že objevil fotografii v roce 1839. Zájmem o novou revoluční technologii předběhla dobu: Většina fotografií pořízených Dillwynovou jsou malé kalotypy ze 40. a 50. let 19. století, což z ní činí první fotografku ve Walesu. Na rozdíl od svých mužských protějšků dávala Dillwynová přednost malému fotoaparátu, který, protože potřeboval pouze krátké expoziční časy, jí poskytoval příležitost pořizovat spontánnější fotografie, které zachycovaly intimní okamžiky její rodiny a přátel ve viktoriánském životě. Díky tomu se její práce zdály přirozenější než práce jiných fotografů té doby. Zdá se, že její zájem o fotografii skončil v roce 1857, kdy se provdala za reverenda Montague Earle Welbyho. Mary zemřela v Arthogu v Meirionnyddu v prosinci roku 1906.

## Fotografie
Fotografie pořízené autorkou se dochovaly v albech získaných Národní knihovnou Walesu. Album obsahující 42 solných tisků a jeden albínový tisk o rozměrech 11,1 × 8,8 cm (4¼" × 3½"), byl zakoupen knihovnou v roce 2002. Obsahuje pohledy na dům Dillwyna Llewelyna v Penllergare, portréty rodiny a přátel a studie květin a ptáků. Jeden z jejích snímků je prý první fotografií úsměvu. Podařilo se jí zachytit prchavý výraz jejího malého synovce Williama Mansela Llewelyna, když se na něco upřeně díval mimo fotoaparát. Fotografie je typická pro autorčin neformální přístup. Druhé album, Llysdinam Album (kolem roku 1853), o rozměrech 12 × 9,7 cm (4¾" x 3¾"), obsahuje 72 solných tisků z procesu kalotypie. Obrázky jsou květiny, panenky, ptáci a domácí zvířata, stejně jako rodina a přátelé. V roce 2007 ji získala Národní knihovna Walesu.

## Dědictví
Jméno Mary Dillwynové nese hostinec ve Swansea v západním Walesu.

## Galerie

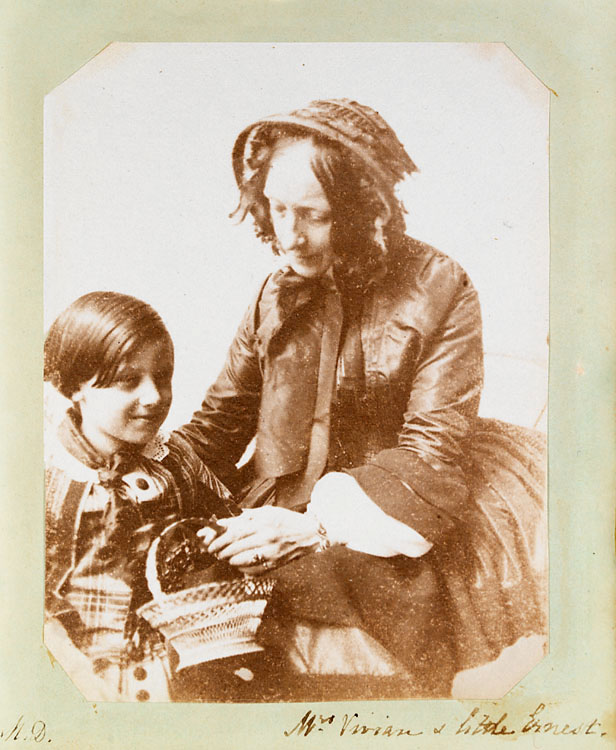
Mrs Vivian a malý Ernest
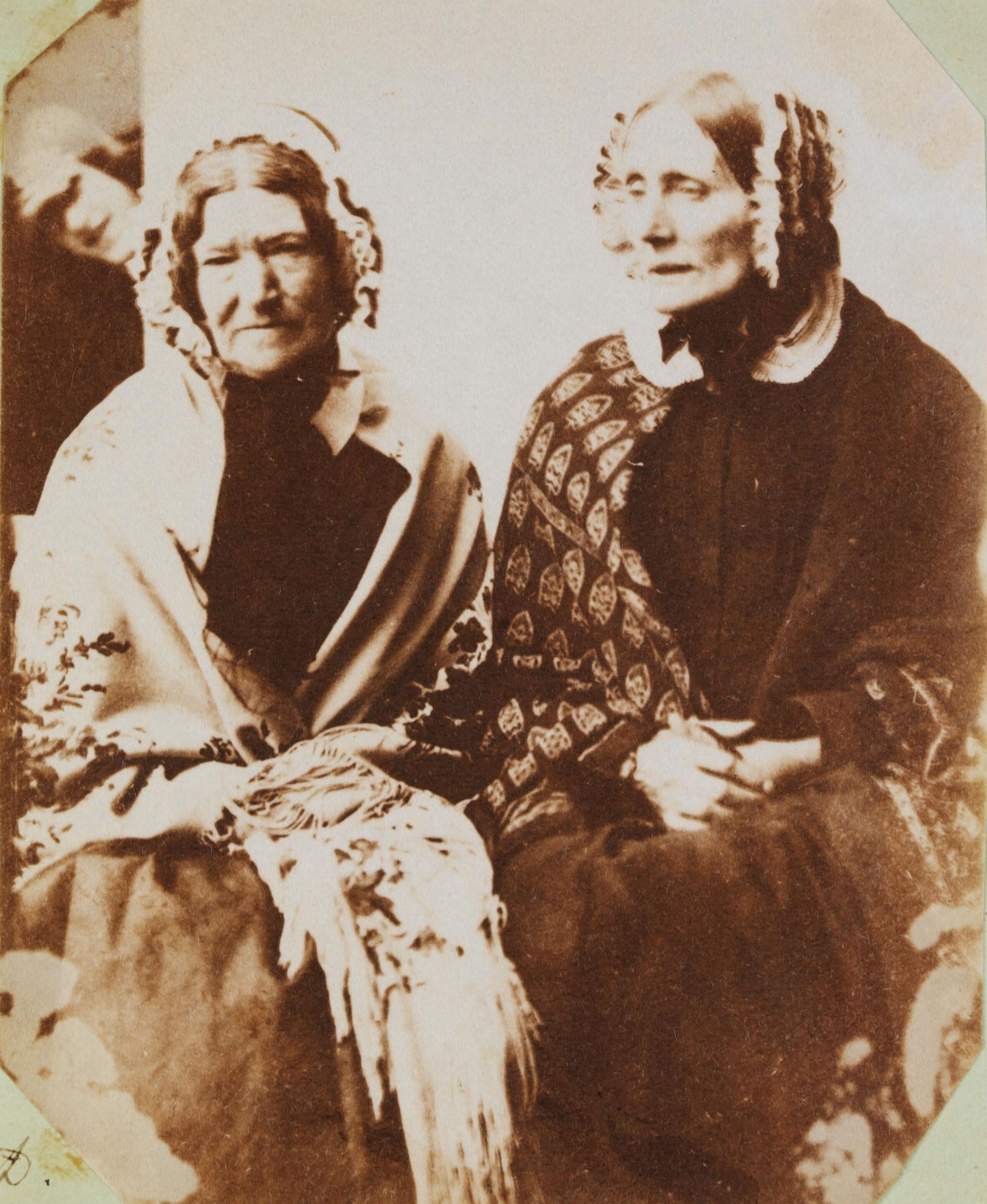
Sally a Mrs Reed
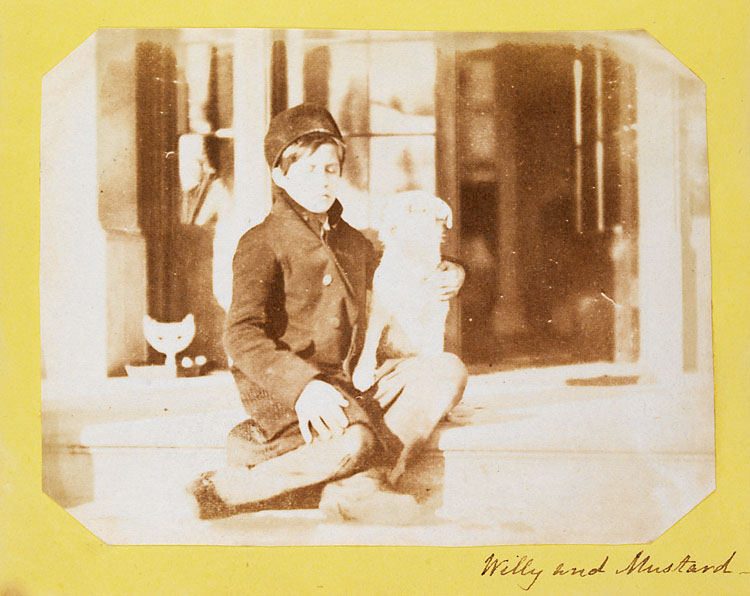
Willy a Mustard
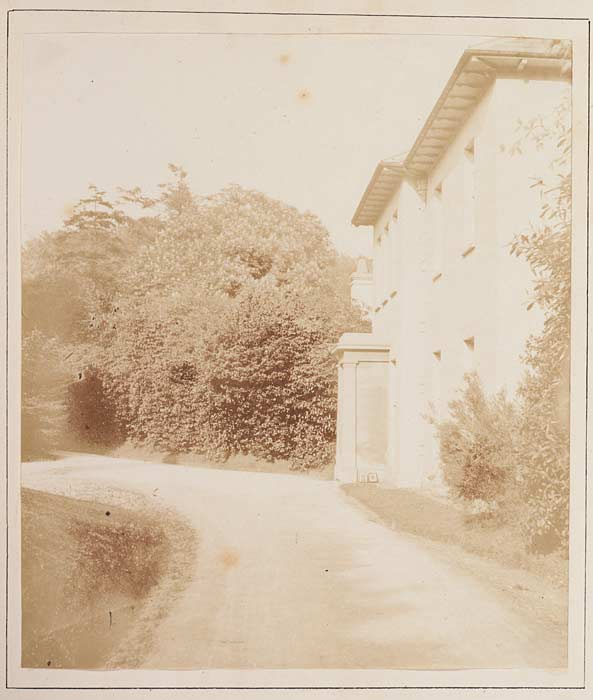
Sketty Hall
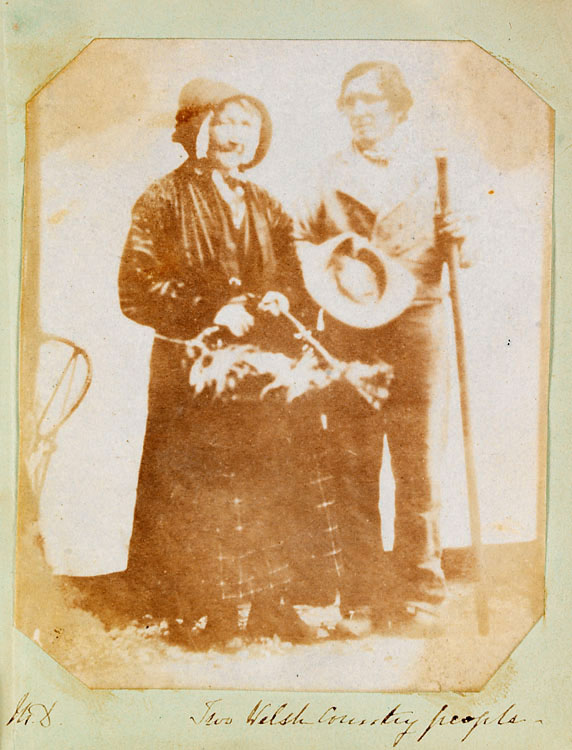
Two Welsh country people
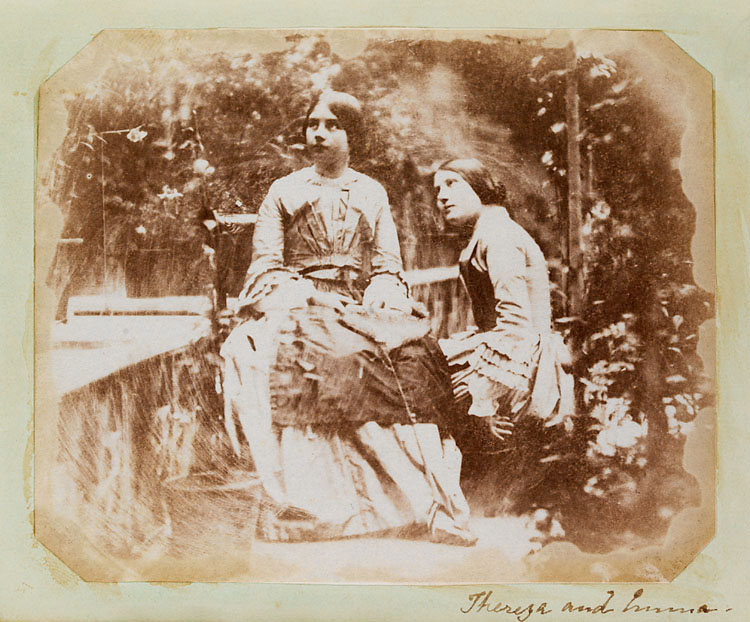
Thereza a Emma
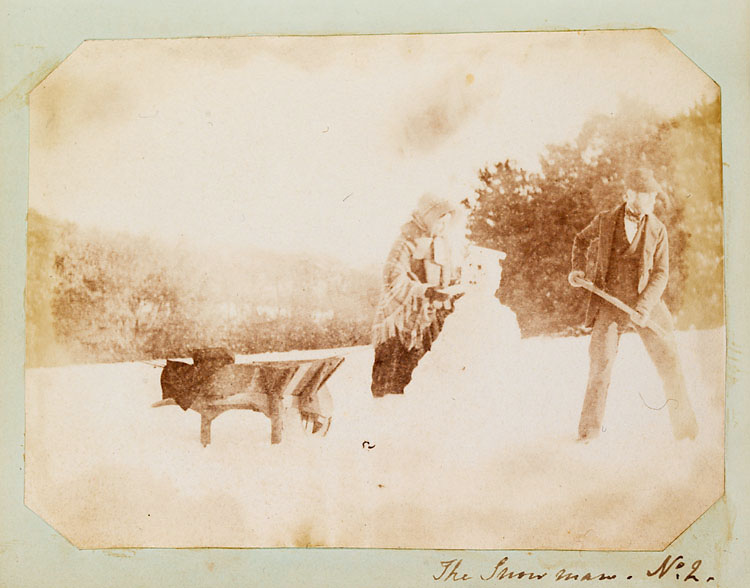
Sněhulák